# Konstantin Maznikov
Konstantin Maznikov   (Sofia, 5 d'abril de 1905 - Sofia, 22 d'octubre de 1967) fou un futbolista búlgar de la dècada de 1920.
Fou cinc cops internacional amb la selecció búlgara amb la qual participà en els Jocs Olímpics d'Estiu de 1924.
Pel que fa a clubs, defensà els colors de Levski Sofia.